# Georgios Bartzokas
Georgios Bartzokas (nació el 11 de junio de 1965 en Atenas) es un entrenador griego de baloncesto que actualmente entrena al Olympiacos B.C. de la A1 Ethniki.

## Carrera deportiva
Bartzokas también había dirigido al Maroussi BC (2009-10), donde empezó desde categoría inferior y al Olimpia Larissa (2006-2009).
En 2012, Bartzokas se convierte en nuevo técnico de Olympiacos BC, sustituye de este modo a Dusan Ivkovic, repitiendo el éxito que tuvo el entrenador serbio, ya que ganó la Euroliga del año 2013 después de remontar en la final al Real Madrid de Pablo Laso.
En octubre de 2014, el técnico griego abandona el equipo de El Pireo tras la derrota copera ante el Panathinaikos BC, tras ser agredido e increpado por un grupo de seguidores.
En verano de  2015 ficha por dos temporadas por el Lokomotiv Kuban de Rusia. Un año después lo hace por el FC Barcelona Lassa. Bartzokas llega a la ciudad condal desde el Lokomotiv Kuban, equipo revelación de la última Euroliga, al que llevó a disputar la Final Four.
El 7 de junio de 2017 se hace oficial su destitución como entrenador del FC Barcelona Lassa, tras una decepcionante temporada 2016-2017.
El 10 de enero de 2020, Barzokas regresó al Olympiacos B.C. y firmó un contrato de temporadas y media. Después de dos meses como entrenador, la temporada se canceló debido a la situación de pandemia. 
En la temporada 2020-21 Bartzokas intentó reconstruir la plantilla del equipo griego, pero el Olympiacos B.C. no consiguió clasificarse para los Play-off de la Euroliga. 
En la temporada 2021-22 ganó la Copa de Grecia y la liga griega con el Olympiacos B.C. al vencer al Panathinaikos B.C. en la final. En Euroliga consiguió clasificarse con el Olympiacos B.C. a la Final Four de Belgrado.
El 25 de junio de 2022, es renovador por dos temporadas temporadas al frente del Olympiacos B.C.